# Киселёв, Анисим Фёдорович
Анисим Фёдорович Киселёв (1901—1952) — советский военный разведчик, генерал-майор Советской Армии.

## Биография

Могила Киселёва на Введенском кладбище Москвы.

Анисим Фёдорович Киселёв родился 28 февраля 1901 года. В 1920 году он пошёл на службу в Рабоче-Крестьянскую Красную Армию. Служил на военно-политических должностях. Начало Великой Отечественной войны встретил в должности заместителя по политической части командира 5-го механизированного корпуса 16-й армии Забайкальского военного округа. Участвовал в боях начального периода Великой Отечественной войны.
В сентябре 1941 года Киселёв был отозван с фронта и направлен на работу в Главное разведывательное управление Генерального штаба Рабоче-Крестьянской Красной Армии на должность заместителя начальника Управления. Руководил важными разведывательными операциями по сбору информации о противнике во время Великой Отечественной войне.
В послевоенное время Киселёв возглавлял советскую военную миссию в Югославии. В 1949 году избирался членом Центральной ревизионной комиссии Коммунистической партии (большевиков) Грузинской ССР. Скончался 15 июня 1952 года, похоронен на Введенском кладбище (13 уч.).
Был награждён орденом Ленина, тремя орденами Красного Знамени, орденами Суворова 2-й степени, Отечественной войны 1-й степени, двумя орденами Красной Звезды и рядом медалей.